# سام ستوري
سام ستوري (بالإنجليزية: Sam Storey)‏ مواليد 9 أغسطس 1963 في بلفاست، هو ملاكم محترف أيرلندي شمالي يصنف ضمن فئة الوزن المتوسط. شارك في دورة الألعاب الأولمبية الصيفية سنة 1984.

## إحصائيات
خاض خلال مسيرته 31 نزالا، فاز في 25 ولم يتعادل وخسر في 6. فاز بالضربة القاضية في 12 نزالا.

## روابط خارجية
- سام ستوري على موقع بوكس ريك (الإنجليزية) (registration required)
- سام ستوري على موقع أوليمبيديا (الإنجليزية)